# 保值储蓄
保值储蓄（英語：inflation-proof bank savings），是中國大陸實行的政策，指在物价升幅高于储蓄存款利率时，银行对存款给予一定的保值贴补的储蓄方式，一般在通货膨胀严重的时期实行。

## 概要
中國大陸曾经在1950年代初、1980年代末至1990年代中，两次实行居民保值储蓄，以解决居民储蓄存款利率倒挂（即负利率）问题。实行保值储蓄实际上相当于不对称加息，与直接加息相比，由于贷款利率不会对应上调，对经济增长的负面影响较小。
例如在1988年，出现了明显的通货膨胀，遵照国务院决定，中国人民银行确定从1988年9月10日开始，对城乡居民个人3年以上定期储蓄存款实行保值贴补。